# Portea grandiflora
Portea grandiflora är en gräsväxtart som beskrevs av Philcox. Portea grandiflora ingår i släktet Portea och familjen Bromeliaceae. Inga underarter finns listade i Catalogue of Life.